# إصلاح حفزي

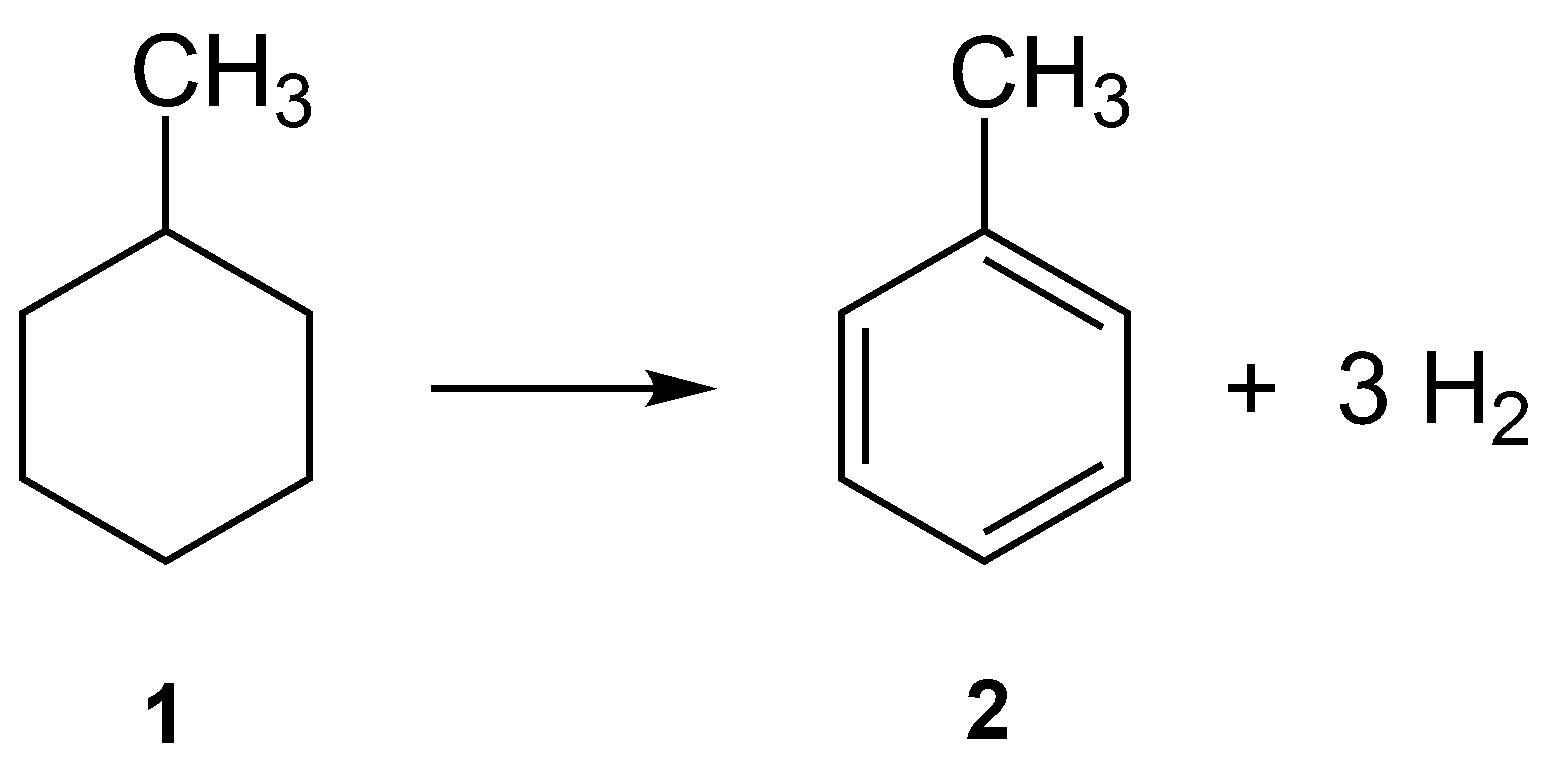

الإصلاح التحفيزي (بالإنجليزية: Catalytic Reforming) هو آلية إصلاح عند تلامس نواتج التقطير الخفيفة (النافثا) للبترول مع البلاتين المحتوى على عامل حفز في درجات الحرارة العالية وهيدروجين مضغوط في المدى من 345 إلى 1450 كيلوباسكال. وهذه العملية تسمى عملية الترصيف، وتنتج سائل له رقم أوكتان عالي وغنى بالمركبات الأروماتية. وينتج من هذه العملية أيضا الهيدروجين الكيميائي، الغاز الخفيف، غاز البترول المسال كنواتج ثانوية للتفاعل. وهو عملية ضرورية توجد في مصافي تكرير النفط لإنتاج مايعرف في اللغة الإنجليزية بالـ(Reformate) وهو خليط من المواد الأروماتية العطرية والتي تحتوي على رقم أوكتان عالي حيث يستعمل فيما بعد لإنتاج سائل وقود السيارات. وتستعمل المحفزات الكيميائية في هذه العملية كسطح محفز للتفاعل تحت درجة حرارة معينة وضغط معين.

## لمحة تاريخية
قبل اكتشاف التقنية المعاصرة المستخدمة لإنتاج وقود السيارات، كان يتم إنتاج الوقود باستخدام مادة الكربون المنشط. وفي عام 1949 أنتجت شركة UOP أول وحدة إصلاح تحفيزي (باستخدام المحفزات الكيميائية) لإنتاج وقود السيارات.

## شرح العملية

### العملية باختصار
هناك عمليتان هما الأشهر حاليا في مصافي التكرير. كلتا العمليتان تستخدم البلاتينيوم كمحفز للتفاعلات ولكن الفرق الجوهري بينهما يكمن في طريقة إعادة تدوير وتنشيط المحفز بعد استهلاكه في عمليات التفاعل. والطريقتان هما كالتالي:
1. التجديد شبه المستمر: وفي هذه العملية يتم إغلاق المصنع لفترات قصيرة يتم خلالها سحب المحفزات من المفاعلات ومن ثم إدخالها في عملية إعادة تنشيط المحفز قبل أن تعود إلى المفاعل وتعود العملية للعمل الطبيعي. أهم ميزة لهذه العملية هو انخفاض قيمة الأجهزة بالمقارنة مع النوع التالي.
2. عملية التجديد المستمرة: وفي هذه العملية يتم إعادة تنشيط المحفز بشكل مستمر من دون الحاجة لإيقاف المصنع.

يستعمل في العمليتين أكثر من مفاعل وكل مفاعل يكون مسبوقا بمسخن، والسبب في ذلك أن التفاعلات داخل وحدة الإصلاح أغلبها تفاعلات ماصة للحرارة.

### المادة الخام
تعتبر النافثا هي المادة الخام لهذه العملية، وتحتوي مادة النافثا على:
- ألكانات
- حلقي الألكانات (مثل C3C6)
- عطريات (مثل البنزن)

يوجد نوعان من النافثا، خفيفة وثقيلة، وتفضل النافثا الثقيلة، والتي تحتوي بشكل رئيسي على (C7-C8)، على النافثا الخفيفة (C5-C6).
يتم معالجة النافثا الثقيلة ،قبيل إدخالها على وحدة الإصلاح التحفيزي، للتحكم بكميات النيتروجين والكبريت والتي تسبب إضعافا لنشاط الحفازات الموجودة داخل المفاعلات. يتم ذلك عن طريق السماح لغاز الهيدروجين بالاختلاط مع النافثا الثقيلة لتنتج أمونيا (ونكون بذلك قد تخلصنا من النيتروجين) وحمض الكبريت (ونكون بذلك قد تخلصنا من الكبريت).

## التفاعلات
تقسم التفاعلات الموجودة داخل المفاعلات إلى أربع أقسام وهي كالتالي:
1. نزع الهيدروجين Dehydrogenation: ويعتبر أهم تفاعل داخل وحدة الإصلاح وهو تفاعل ماص للحرارة وهو أسرع التفاعلات.
2. التكسير الهيدروجيني Hydrocracking (الحرق): وهو تفاعل طارد للحرارة.
3. التصاوغ Isomerization.
4. نزع الهيدروجين وتحويل المركب إلى مادة عطرية Dehydrocyclization: ويعتبر أصعب التفاعلات داخل وحدة الإصلاح.

## المحفز المستعمل
يتم استعمال نوع مخصص من المحفزات حيث توضع مادة البلاتين على حبيبات الألومينا (أكسيد الألومنيوم). يتم خلط بعض المعادن مع البلاتين حتى توفر خاصية معينة كخلط معدن الرينيوم مع البلاتين حتى نتمكن من العمل تحت درجة حرارة أقل. أيضا بالإمكان خلط معدن البلاتين مع القصدير لتحسين النتاج تحت ضغط أقل.
تقل كفاءة ونشاط المحفز بعدة عوامل، أهمها تآكل السطح بسبب الخدوش وتراكم فحم الكوك على أسطحه. ويتم استعادة نشاط المحفز عن طريق حرق فحم الكوك ومن ثم إعادة إصلاحه بالكلور.

## التطورات الجارية
في منتصف عام 2011، قام مجموعة من الباحثين المتخصصين في جامعة شيراز بإيران باستحداث طريقة غير مألوفة للتخلص من المبادلات الحرارية التي تستعمل للتسخين قبل كل مفاعل المسخنات الموجودة قبل كل مفاعل. ويتم ذلك باستخدام مفاعلات من نوع الصدفة والأنبوب (Shell&Tube) بحيث يجري تفاعل الإصلاح الحفزي الماص للحرارة داخل الأنابيب، وفي الوقت ذاته يجري تفاعل آخر طارد للحرارة في قسم الصدَفة.